# Ciocârlia (Constanța)
Ciocârlia is een Roemeense gemeente in het district Constanța.
Ciocârlia telt 2953 inwoners.